# Ophiobyrsa strictima
Ophiobyrsa strictima är en ormstjärneart som beskrevs av Murakami 1944. Ophiobyrsa strictima ingår i släktet Ophiobyrsa och familjen skinnormstjärnor. Inga underarter finns listade i Catalogue of Life.